# Course de la Paix 1984
La 37e Course de la Paix a été disputée du 8 mai au 21 mai 1984. Les coureurs, partis de Berlin, rallièrent Varsovie, via Prague. Avec un nombre d'étapes réduit à 11, et un kilométrage moindre que ceux de la plupart des éditions, la course affiche une moyenne horaire de plus de 40 kilomètres à l'heure. Le vainqueur fut Sergueï Soukhoroutchenkov. Le Soviétique remportait sa deuxième victoire  sur cette course, tandis que l'Allemand Olaf Ludwig cumulait les trophées annexes comme les années antérieures.

## La course
18 équipes de 6 coureurs étaient au départ de Berlin :
- de l'Est européen : Pologne, Bulgarie, Tchécoslovaquie, Roumanie, Hongrie, République démocratique allemande, Union soviétique
- de "l'Ouest" du continent : France, Grande-Bretagne, Finlande, Norvège, Norvège, Italie, Allemagne fédérale, Espagne, et Pays-Bas.
- du reste du monde : Cuba, Algérie, Maroc
- Du peloton des 108 coureurs partants de Berlin, 88 arrivaient à Varsovie Parmi eux un Espagnol encore peu connu, Miguel Indurain, terminait à la 70e place. Dans l'équipe des Pays-Bas l'œil remarque un certain Jean-Paul van Poppel, 80e à Varsovie. Mais les premiers rôles étaient une nouvelle fois tenus par Soukhoroutchenkov, dont c'est la dernière grande victoire internationale, et Ludwig qui enlevait des classements annexes peu différenciés. Le Soviétique ne remportait qu'une étape, et le prix du meilleur grimpeur, et au classement final l'écart avec son second, le Bulgare Nencio Staikov ne se chiffrait qu'à 15 secondes. De même l'équipe soviétique remportait le classement collectif avec 42 secondes d'écart sur l'équipe est-allemande. Succès étriqué pour l'URSS, où le nom de Piotr Ugrumov, vainqueur du prologue berlinois émerge : il terminait 4e de la course.

## Le classement général
|     | Cycliste                  | Équipe |    | Temps            |
| --- | ------------------------- | ------ | -- | ---------------- |
| 1.  | Sergueï Soukhoroutchenkov | URSS   | en | 41 h 51 min 43 s |
| 2.  | Nentcho Staykov           | BUL    | +  | 15 s             |
| 3.  | Olaf Ludwig               | RDA    |    | 22 s             |
| 4.  | Piotr Ugrumov             | URSS   |    | 26 s             |
| 5.  | Olaf Jentzsch             | RDA    |    | 48 s             |
| 6.  | Uwe Raab                  | RDA    |    | 1 min 05 s       |
| 7.  | Ludek Styks               | TCH    |    | 1 min 27 s       |
| 8.  | Sergei Uslamin            | URS    |    | 2 min 15 s       |
| 9.  | Sergueï Voronine          | URS    |    | 2 min 32 s       |
| 10. | Thomas Barth              | RDA    |    | 2 min 50 s       |
| 11. | Achim Stadler             | RFA    |    | 3 min 11 s       |